# کازوو ایمانیشی
کازوو ایمانیشی (به انگلیسی: Kazuo Imanishi) بازیکن فوتبال اهل ژاپن و عضو تیم ملی فوتبال ژاپن است که در تاریخ ۱۰ دسامبر ۱۹۶۶ میلادی اولین بازی ملی‌اش را انجام داد. او در ۳ بازی ملی حضور داشت و آخرین بازی ملی خود را در تاریخ ۱۸ دسامبر ۱۹۶۶ میلادی انجام داد. کازوو ایمانیشی در بازی‌های ملی‌اش
گلی به ثمر نرساند.